# 水戸市立女子短期大学
水戸市立女子短期大学（みとしりつじょしたんきだいがく）は、茨城県水戸市愛宕町2005において1950年に設置される計画のあった日本の公立短期大学である。

## 概要
- 1947年4月[注 2]、専門学校令により設置された水戸市立女子専門学校[2]を源流とされる。
- 1949年 短期大学の設置認可に関する申請を行うための資金として水戸市は30万円を追加計上して設備の充実、図書を基準の5,000冊にするための諸準備を行う[3]。
- 同年10月、短期大学の設置認可に関する申請を文部省[注 3]に執り行う[4][5]。学科は文科および家政関係を予定していた[6]。
- 同年末に発行された大学受験の雑誌には、3学科でかつ各学科の入学定員を40名にて設置認可の申請を行っていたことが判明している[7]。
- しかし結局は、申請を取り下げる形となり、1951年度においてもそれを見送った。

## 設置予定のあった学科
- 国文学科[注釈 1]
- 英文学科[注釈 1]
- 家政学科[注釈 1]